# Fermín Cacho Ruiz
Fermín Cacho Ruiz (Ágreda, Castella i Lleó, 16 de febrer, 1969) és un ex atleta castellanolleonès especialista en proves de mig fons.
El seu primer èxit arribà el 1990 quan acabà segon als 1500 metres al campionat d'Europa en pista coberta de Glasgow. L'any següent, al Mundial en pista coberta de Sevilla tornà a ser segon per darrere de Noureddine Morceli.
El seu triomf més important fou als Jocs Olímpics de Barcelona 1992. En una cursa lenta aprofità el seu esprint final per guanyar la medalla d'or amb un temps de 3:40.12. Al campionat del món de Stuttgart 1993 tornà a ser segon i al Campionat d'Europa de Hèlsinki 1994 guanyà la seva segona medalla d'or en una gran competició.
El 1995 fou un any fluix, amb una vuitena posició al Mundial de Göteborg, però als Jocs Olímpics d'Atlanta 1996 assolí la medalla de plata, per darrere de Morceli, però davant d'Hicham El Guerrouj (que caigué), dos grans especialistes de la prova de 1500 metres llisos.
Al Campionat del Món d'Atenes de 1997 tornà a ser segon, al Campionat d'Europa de Budapest de 1998 tercer i quart al Mundial de Sevilla 1999.

## Millors marques
| Distància | Marca         | Data                | Seu      |
| --------- | ------------- | ------------------- | -------- |
| 800 m     | 1:45.37       | 8 de setembre, 1991 | Albacete |
| 1.500 m   | 3:28.95 NR ER | 13 d'agost, 1997    | Zúric    |

NR Rècord Nacional, ER Rècord d'Europa